# 275 Sapientia
Sapientia /seɪpiˈɛnʃə/ (định danh hành tinh vi hình: 275 Sapientia) là một tiểu hành tinh rất lớn, thuộc kiểu quang phổ C, ở vành đai chính. Ngày 15 tháng 4 năm 1888, nhà thiên văn học người Áo Johann Palisa phát hiện tiểu hành tinh Sapientia khi ông thực hiện quan sát ở Viên và đặt tên nó theo Sapientia, tiếng Latinh nghĩa là sự thông minh. 275 Sapientia là một tiểu hành tinh kiểu C và thành phần cấu tạo dường như bằng chondrite cacbonat
Vào ngày 30 tháng 9 năm 2015, người ta quan sát thấy Sapientia che khuất ngôi sao cấp 7 HIP 14977 từ nhiều địa điểm ở châu Âu.